# Dismenoreja
Dismenoreja, bolna mjesečnica, koja se javlja u otprilike 50% žena (10% od njih onemogućuje na 3 dana). Određena manja bol koja se javlja kod većine ne smatra se dismenorejom. Kada se snažna bol javlja prije mjesečnice, za vrijeme i nakon prestanka krvarenja tada govorimo o dismenoreji.
Naziv primarna dismenoreja, odnosi se na bol koja se javlja kod inače zdravih žena, dok se sekundarna dimenoreja odnosi na žene kod kojih postoji neki patološki proces ili strukturna abnormalnost u maternici ili u neposrednoj blizini (npr. endometrioza, upalna bolest zdjelice, lejomiom).
|  | Molimo pročitajte upozorenje o korištenju medicinskih informacija. Ne provodite liječenje bez savjetovanja s liječnikom! |